# Trogulus banaticus
Trogulus banaticus is een hooiwagen uit de familie kaphooiwagens (Trogulidae).